# Cidade estatutária
Uma cidade estatutária (Statutarstadt na Áustria, ou Statutární město na República Tcheca) é uma cidade que possui sua própria lei municipal ou seu próprio estatuto.

## Áustria
Na Áustria, uma cidade pode requisitar essa condição desde que possua mais de 20,000 habitantes. Depois que o governo estadual e o governo federal concordarem em conceder esse status, ele é outorgado apenas se não colocar em risco nenhum interesse nacional. Contudo, esse procedimento nem sempre é seguido, já que existem Statutarstädte menores às quais foram outorgadas esse direito anteriormente por razões históricas. Particularmente, as cidades de Eisenstadt e Rust, que pertenciam anteriormente ao Reino da Hungria na condição de cidades livres, mantendo seus próprios estatutos em 1921. As Statutarstädte eram chamadas de áreas urbanas e foram tratadas de acordo com o Gemeindeordnung durante o Anschluss, continuando a seguir as leis estabelecidas em suas próprias constituições municipais.
Além da administração local, a responsabilidade de uma Statutarstadt é também administrar o Bezirk (distrito), no qual se localiza. O "burgomestre" (prefeito) é a autoridade municipal e distrital mais importante.

### Cidades estatutárias na Áustria
- Eisenstadt (a partir de 1921, cidade livre húngara desde de 1648)
- Graz
- Innsbruck
- Klagenfurt (desde 1850)
- Krems (desde 1938)
- Linz (desde 1866)
- Rust (a partir de 1921, cidade livre húngara desde 1681)
- Salzburgo (desde 1869)
- St. Pölten (since 1922)
- Steyr (desde 1867)
- Villach (desde 1932)
- Waidhofen an der Ybbs (desde 1868)
- Wels (desde 1964)
- Viena (desde 1850)
- Wiener Neustadt (desde 1866)

## República Tcheca
Há um modelo muito similar na República Tcheca (derivado de suas origens no Império Austro-Húngaro), onde existem 23 Cidades estatutárias definidas por lei, ademais da capital Praga, que é uma Cidade estatutária de facto.
Cidades estatutárias na República Tcheca:
- Brno
- České Budějovice
- Děčín
- Frýdek-Místek
- Havířov
- Hradec Králové
- Chomutov
- Jihlava
- Karlovy Vary
- Karviná
- Kladno
- Liberec
- Mladá Boleslav
- Most
- Olomouc
- Opava
- Ostrava
- Pardubice
- Plzeň
- Prague (de facto)
- Přerov
- Teplice
- Ústí nad Labem
- Zlín

## Outros países
Um conceito similar é chamado na Alemanha de Stadtkreis ou Kreisfreie Stadt, mas essas cidades, como Munique, não possuem uma constituição municipal, usando o Gemeindeordnung; uma lei estadual que difere de um Estado para outro.